# Backlash (2002)
Backlash (2002) là một sự kiện pay-per-view (PPV) đấu vật chuyên nghiệp sản xuất bởi World Wrestling Federation (WWF), diễn ra ngày 21 tháng 4 năm 2002, tại Kemper Arena ở Kansas City, Missouri. Sự kiện có sự góp mặt của các đô vật từ Raw và SmackDown!. Đây là sự kiện Backlash thứ 4, là Backlash thứ 3 liên tiếp được tài trợ bởi Castrol GTX. Đây là sự kiện pay-per-view WWF đầu tiên sau khi mở rộng thương hiệu, và là sự kiện đầu tiên tổ chức tại Kemper Arena kể từ Over the Edge năm 1999, khi mà Owen Hart, với nghệ danh The Blue Blazer, đã mất mạng sau khi rơi từ độ cao 78 feet từ bộ phận hỗ trợ xuống sàn đấu.
Có 9 trận đấu diễn ra trong sự kiện. Trận đấu chính từ SmackDown! là trận Hollywood Hulk Hogan đánh bại Triple H để giành đai Undisputed WWF Championship và trận tâm điểm của Raw là cuộc chiến giữa The Undertaker và Stone Cold Steve Austin với Ric Flair là trọng tài khách mời đặc biệt, The Undertaker giành chiến thắng. Trận đấu tâm điểm khác từ Raw là trận đấu đơn tranh đai Intercontinental Championship giữa Rob Van Dam và Eddie Guerrero, khi Guerrero giành chiến thắng bằng pinfall để đoạt đai.

## Kết quả
| # | Kết quả                                                                 | Thể loại | Thời gian |
| --- | ----------------------------------------------------------------------- | --- | --------- |
| 1H | Big Show đánh bại Justin Credible và Steven Richards                    | Trận đấu chấp người | 02:11     |
| 2 | Tajiri (cùng với Torrie Wilson) đánh bại Billy Kidman (c)               | Trận đấu đơn tranh đai WWF Cruiserweight Championship                                                                      | 09:08     |
| 3 | Scott Hall (cùng với X-Pac) đánh bại Bradshaw (cùng với Faarooq)        | Trận đấu đơn | 05:43     |
| 4 | Jazz (c) đánh bại Trish Stratus bằng đòn khóa                           | Trận đấu đơn tranh đai WWF Women's Championship                                                                            | 04:29     |
| 5 | Brock Lesnar (cùng với Paul Heyman) đánh bại Jeff Hardy (cùng với Lita) | Trận đấu đơn | 05:32     |
| 6 | Kurt Angle đánh bại Edge                                                | Trận đấu đơn | 13:25     |
| 7 | Eddie Guerrero đánh bại Rob Van Dam (c)                                 | Trận đấu đơn tranh đai WWF Intercontinental Championship                                                                   | 11:43     |
| 8 | The Undertaker đánh bại Stone Cold Steve Austin                         | Trận đấu đơn để xác định ứng viên số 1 tranh đai Undisputed WWF Championship với Ric Flair là trọng tài khách mời đặc biệt | 27:03     |
| 9 | Billy và Chuck (c) (cùng với Rico) đánh bại Al Snow và Maven            | Trận đấu đồng đội tranh đai WWF Tag Team Championship                                                                      | 05:58     |
| 10 | Hollywood Hulk Hogan đánh bại Triple H (c)                              | Trận đấu đơn tranh đai Undisputed WWF Championship                                                                         | 22:04     |
| - (c) – chỉ người vô địch bước vào trận đấu - H – chỉ trận đấu được phát sóng trước pay-per-view tại Sunday Night Heat |                                                                         | |           |